# Anke van Beekhuis
Anke van Beekhuis (* 1976 in Salzburg) ist eine österreichische Sachbuchautorin und  Unternehmensberaterin. ihre Spezialgebiete sind  Geschlechtergleichstellung und High Performance Culture.

## Leben
Van Beekhuis absolvierte eine Ausbildung zur Technikerin für Maschinenbau & HKLS und arbeitete zunächst als Bauleiterin für Heizung/Lüftung/Sanitär. Nach einer  Ausbildung zur systemischen Organisationsberaterin und Coach in den Bereichen Organisationsentwicklung, Großgruppenarbeit und systemischer Organisationsaufstellung, gründete sie 2005 TheRedHouse – Institut für nachhaltige Unternehmensentwicklung, das 2018 in Beekhuis Performance Culture umbenannt wurde.
Seit damals begleitet sie Unternehmen in der DACH-Region bei Veränderungsprozessen zu den Themen High Performance, Agilität, Generationenwechsel und Gleichstellung der Geschlechter, sowie bei der Strategie- und Führungskräfteentwicklung. Dafür hat sie die Analysetools „Gender Balance Performance Check“, „High Performance Culture Check“ und „Wertschöpfungscheck“ entwickelt sowie eine Studie über Gleichstellung der Geschlechter veröffentlicht.,
Ihre Expertisen gibt sie in ihrem Blog, Podcast und in Fachartikeln weiter.
Van Beekhuis ist verheiratet, Mutter einer Tochter und lebt in der Umgebung von Wien.

## Veröffentlichungen
- Power sucht Frau. Übernehmen Sie Führung für Ihren Erfolg. Goldegg, Wien 2012, ISBN 978-3-902729-96-5
- Wer sich selbst findet, darf´s behalten. Wie Sie erreichen, was Ihnen im Leben richtig wichtig ist. Goldegg, Wien 2016, ISBN 978-3-903090-64-4
- Wettbewerbsvorteil Gender Balance. Wie Unternehmen durch Geschlechterausgewogenheit erfolgreicher wirtschaften. Gabal, Offenbach/Main 2018, ISBN 978-3-86936-901-3
- mit Marco Seltenreich: Führungsinstinkt. Warum Führungserfolg auch Bauchsache ist. Gabal, Offenbach am Main, ISBN 978-3-96739-002-5